# Seznam grških košarkarjev
Seznam grških košarkarjev.

## A
- Vaggelis Aggelou
- Fragiskos Alvertis
- Liveris Andritsos
- Giannis Antetokounmpo

## B
- Efthimis Bakatsias
- Giorgos Balogiannis
- Nikos Barlos
- Sergei Bazarevich
- Nikos Boudouris
- Yiannis Bourousis

## C
- Nick Calathes
- Fanis Christodoulou
- Christos Christodoulou

## D
- Dimitris Diamantidis
- Georgios Diamantopoulos
- Dimosthenis Dikoudis
- Dimitris Dimakopoulos

## E
- Nikos Ekonomou

## F
- Panagiotis Fasoulas
- Nikos Filippou
- Antonis Fotsis

## G
- Giannis Gagaloudis
- Nasos Galakteros
- Nikos Galis
- Giorgos Gasparis
- Panagiotis Giannakis
- Ioannis Giannoulis
- Sotiris Gioulekas
- Andreas Glyniadakis

## H
- Kostas Haralabidis
- Christos Harisis
- Konstantinos Harissis
- Nikos Hatzis
- Nikos Hatzivrettas

## I
- Giannis Ioannidis
- Memos Ioannou
- Dimitris Itoudis?

## J
- Marko Jarić

## K
- Panayiotis Kafkis
- Michalis Kakiouzis
- Giorgos Kalaitzis
- Argiris Kambouris
- Giorgos Karagoutis
- Panagiotis Karatzas
- Giorgos Kastrinakis
- Vassilis Kikilias
- Giorgos Kolokithas
- Nestoras Kommatos
- John Korfas
- Aggelos Koronios
- Anastasia Kostaki
- Kosta Koufos
- Alexis Kyritsis

## L
- Panagiotis Liadelis
- Vasilis Lipiridis

## M
- Dimitris Marmarinos
- Loukas Mavrokefalidis
- Giannis Milonas
- Christos Myriounis

## N
- Franko Nakić
- Apostolos Nikolaidis
- Prodromos Nikolaidis

## P
- Dimitris Papadopoulos
- Lazaros Papadopoulos
- Theodoros Papaloukas
- Manolis Papamakarios
- Dimitris Papanikolaou
- Argiris Papapetrou
- Nestor Papoutsis
- Kostas Patavoukas
- Argiris Pedoulakis
- Michalis Pelekanos
- Stratos Perperoglou
- Kostas Politis
- Branislav Prelević
- Giorgos Printezis

## R
- Efthimios Rentzias
- Costas Rigas
- Michalis Romanidis

## S
- Aleksej Savrasenko
- Sofoklis Schortsanitis
- Giorgos Sigalas
- Vassilis Simtsak
- Giannis Sioutis
- Vangelis Sklavos
- Dimitris Spanoulis
- Vasileios Spanoulis
- Tzanis Stavrakopoulos
- Nikos Stavropoulos
- David Stergakos

## Š
- Dušan Šakota

## T
- Christos Tapoutos
- Dragan Tarlać
- Aris Tatarounis
- Milan Tomić
- Jake Tsakalidis
- Dimitrios Tsaldaris
- Angelos Tsamis
- Kostas Tsartsaris
- Christos Tsekos
- Giorgos Tsiaras

## V
- Kostas Vassiliadis
- Panagiotis Vasilopoulos
- Vagelis Vourtzoumis
- Ian Vouyoukas

## X
- Vasilis Xanthopoulos

## Z
- Nikolaos Zisis
- Anatoli Zourpenko